# Gerhard von Sabbioneta
Gerhard von Sabbioneta (auch Gerardus de Sabioneta, Gerardo da Sabbioneta, Sabbionetta und andere Formen) war ein italienischer Astronom und Astrologe des 13. Jahrhunderts.

## Leben und Werk
Gerhard von Sabbioneta  stammte aus Sabbioneta bei Cremona und wurde häufig mit Gerhard von Cremona verwechselt. Er ist in der Zeit um 1255 belegt und hatte einen Ruf als bedeutender Astrologe. Er wurde auch als Arzt bezeichnet.
Ihm wurde unter anderem von Ferdinand Wüstenfeld, Girolamo Tiraboschi und Baldassare Boncompagni  die Theorica planetarum zugeschrieben, eine beliebte Einführung in die Planetentheorie im Mittelalter, die aus dem 13. Jahrhundert stammt. Olaf Pedersen vertritt dagegen die Ansicht, sie wäre von einem anonymen Autor in der Mitte des 13. Jahrhunderts verfasst. Dieses Werk hatte zwar eine Reihe von Fehlern, stellte aber die Hauptzüge der ptolemäischen Theorie kurz und prägnant dar und war deshalb über 300 Jahre das Hauptlehrbuch dazu an den Universitäten mit über 200 bekannten Handschriften. Richard Lemay hält eine Zuschreibung an Gerhard von Cremona für möglich, zum Beispiel aufgrund einer Handschrift in Sankt Petersburg, in der das Werk mit Handschriften aus dem 12. Jahrhundert von Gerhard von Cremona und Johannes Hispalensis enthalten ist.
Gerhard von Sabbioneta wurde auch ein sonst häufig Gerhard von Cremona zugeschriebenes Liber Geomantie zugeschrieben (bzw. Geomantia astronomica), aber mit schwachen Argumenten und wie bei der Theorica planetarum ohne Unterstützung aus mittelalterlichen Handschriften.
Möglicherweise war Gerhard von Sabbioneta mit dem Hof Friedrichs II. verbunden und möglicherweise um 1220 Professor in Bologna.